# Eumelea smedleyi
Eumelea smedleyi là một loài bướm đêm trong họ Geometridae.